# Kommuner i Nederlandene
Denne side indeholder en liste over 380 Nederlandske kommuner, i overensstemmelse med status den 1. januar 2018. Fra 1. januar 2023 er der 342 kommuner i Holland. Provinser i Nederlandene viser antal af kommuner for hver provins. Derudover er der 3 andre administrative enheder i Caribien, som stort set bliver kontrolleret på sammen måde. De kaldes for særlige kommuner.
Antallet af kommuner er blevet nedbragt fra 1.209 i 1850 til 1.121 i år 1900, 1.015 i 1950, 537 i år 2000, 344 den 24. marts 2022 (kommunen Weesp (20.500 indbyggere, 20 kvadratkilometer landareal) bliver en del af Amsterdam kommune mod øst (øst for Amsterdam-Zuidoost)), 342 den 1. januar 2023. Der har stort set siden 2000 hvert eneste år været kommunesammenlægninger, i 2010 og 2022 to gange, af de seneste år dog ikke i 2020.

## Alfabetisk indeks

### A
| - Aa en Hunze - Aalburg - Aalsmeer - Aalten - Achtkarspelen - Alblasserdam - Albrandswaard | - Alkmaar - Almelo - Almere - Alphen aan den Rijn - Alphen-Chaam - Ameland - Amersfoort | - Amstelveen - Amsterdam - Apeldoorn - Appingedam - Arnhem - Assen - Asten |  |

### B
| - Baarle-Nassau - Baarn - Barendrecht - Barneveld - Bedum - Beek - Beemster - Beesel - Berg en Dal - Bergeijk | - Bergen (Limburg) - Bergen (Noord-Holland) - Bergen op Zoom - Berkelland - Bernheze - Best - Beuningen - Beverwijk - Binnenmaas - Bladel | - Blaricum - Bloemendaal - Bodegraven-Reeuwijk - Boekel - Bonaire - Borger-Odoorn - Borne - Borsele - Boxmeer | - Boxtel - Breda - Brielle - Bronckhorst - Brummen - Brunssum - Bunnik - Bunschoten - Buren |

### C
| - Capelle aan den IJssel - Castricum - Coevorden - Cranendonck - Cromstrijen - Cuijk - Culemborg |

### D
| - Dalfsen - Dantumadeel - De Bilt - De Friese Meren - De Marne - De Ronde Venen | - De Wolden - Delft - Delfzijl - Den Helder - Deurne - Deventer | - Diemen - Dinkelland - Doesburg - Doetinchem - Dongen - Dongeradeel | - Dordrecht - Drechterland - Drimmelen - Dronten - Druten - Duiven |

### E
| - Echt-Susteren - Edam-Volendam - Ede - Eemnes - Eemsmond | - Eersel - Eijsden-Margraten - Eindhoven - Elburg - Emmen | - Enkhuizen - Enschede - Epe - Ermelo - Etten-Leur |  |

### F
| - Ferwerderadeel |

### G
| - Geertruidenberg - Geldermalsen - Geldrop-Mierlo - Gemert-Bakel - Gennep - Giessenlanden | - Gilze en Rijen - Goeree-Overflakkee - Goes - Goirle - Gooise Meren - Gorinchem (Gorcum eller Gorkum) | - Gouda - Grave - Groningen - Grootegast - Gulpen-Wittem |  |

### H
| - Haag (Den Haag / 's-Gravenhage) - Haaksbergen - Haaren - Haarlem - Haarlemmerliede en Spaarnwoude - Haarlemmermeer - Halderberge - Hardenberg - Harderwijk - Hardinxveld-Giessendam | - Haren - Harlingen - Hattem - Heemskerk - Heemstede - Heerde - Heerenveen - Heerhugowaard - Heerlen - Heeze-Leende | - Heiloo - Hellendoorn - Hellevoetsluis - Helmond - Hendrik-Ido-Ambacht - Hengelo (Overijssel) - 's-Hertogenbosch (Den Bosch) - Heumen - Heusden - Hillegom | - Hilvarenbeek - Hilversum - Hof van Twente - Hollands Kroon - Hoogeveen - Hoorn - Horst aan de Maas - Houten - Huizen - Hulst |

### I
- IJsselstein

### K
| - Kaag en Braassem - Kampen - Kapelle - Katwijk - Kerkrade | - Koggenland - Kollumerland en Nieuwkruisland - Korendijk - Krimpen aan den IJssel - Krimpenerwaard |  |

### L
| - Laarbeek - Landerd - Landgraaf - Landsmeer - Langedijk - Lansingerland - Laren | - Leek - Leerdam - Leeuwarden - Leiden - Leiderdorp - Leidschendam-Voorburg | - Lelystad - Leudal - Leusden - Lingewaal - Lingewaard - Lisse | - Lochem - Loon op Zand - Lopik - Loppersum - Losser |

### M
| - Maasdriel - Maasgouw - Maassluis - Maastricht - Marum - Medemblik - Meerssen | - Meierijstad - Meppel - Middelburg - Midden-Delfland - Midden-Drenthe - Midden-Groningen | - Mill en Sint Hubert - Moerdijk - Molenwaard - Montferland - Montfoort - Mook en Middelaar |  |

### N
| - Neder-Betuwe - Nederweert - Neerijnen - Nieuwegein - Nieuwkoop - Nijkerk | - Nijmegen - Nissewaard - Noord-Beveland - Noordenveld - Noordoostpolder | - Noordwijk - Noordwijkerhout - Nuenen, Gerwen en Nederwetten - Nunspeet - Nuth |  |

### O
| - Oegstgeest - Oirschot - Oisterwijk - Oldambt - Oldebroek - Oldenzaal | - Olst-Wijhe - Ommen - Onderbanken - Oost Gelre - Oosterhout | - Ooststellingwerf - Oostzaan - Opmeer - Opsterland - Oss | - Oud-Beijerland - Oude IJsselstreek - Ouder-Amstel - Oudewater - Overbetuwe |

### P
| - Papendrecht - Peel en Maas - Pekela - Pijnacker-Nootdorp - Purmerend - Putten |

### R
| - Raalte - Reimerswaal - Renkum - Renswoude - Reusel-De Mierden - Rheden | - Rhenen - Ridderkerk - Rijssen-Holten - Rijswijk - Roerdalen | - Roermond - Roosendaal - Rotterdam - Rozendaal - Rucphen |

### S
| - Saba - Schagen - Scherpenzeel - Schiedam - Schiermonnikoog - Schijndel - Schinnen - Schouwen-Duiveland | - Simpelveld - Sint Anthonis - Sint Eustatius - Sint-Michielsgestel - Sint-Oedenrode - Sittard-Geleen - Sliedrecht | - Sluis - Smallingerland - Soest - Someren - Son en Breugel - Stadskanaal - Staphorst | - Stede Broec - Steenbergen - Steenwijkerland - Stein - Stichtse Vecht - Strijen - Súdwest-Fryslân |

### T
| - Ten Boer - Terneuzen - Terschelling - Texel - Teylingen - Tholen | - Tiel - Tietjerksteradeel - Tilburg - Tubbergen - Twenterand - Tynaarlo |  |

### U
| - Uden - Uitgeest - Uithoorn - Urk - Utrecht - Utrechtse Heuvelrug |

### V
| - Vaals - Valkenburg aan de Geul - Valkenswaard - Veendam - Veenendaal - Veere - Veghel | - Veldhoven - Velsen - Venlo - Venray - Vianen - Vlaardingen | - Vlieland - Vlissingen - Voerendaal - Voorschoten - Voorst - Vught |  |

### W
| - Waadhoeke - Waalre - Waalwijk - Waddinxveen - Wageningen - Wassenaar - Waterland | - Weert - Weesp - Werkendam - West Maas en Waal - Westerveld - Westervoort - Westerwolde | - Westland - Weststellingwerf - Westvoorne - Wierden - Wijchen - Wijdemeren - Wijk bij Duurstede | - Winsum - Winterswijk - Woensdrecht - Woerden - Wormerland - Woudenberg - Woudrichem |

### Z
| - Zaanstad - Zaltbommel - Zandvoort - Zederik - Zeewolde - Zeist | - Zevenaar - Zoetermeer - Zoeterwoude - Zuidhorn - Zuidplas | - Zundert - Zutphen - Zwartewaterland - Zwijndrecht - Zwolle |  |

## Eksterne links
- Tabel 33 Gemeententabel på Agentschap BPR er betroet med den Kommunale Grundlæggende Administration (DA)
- Kommuner og hjemmesider Arkiveret 10. september 2011 hos  Wayback Machine
- Kommunen Skræddersyede, CBS-publikation per kommune
- Kommunal klassificering af år, CBS
- Åbne data atlas med topografiske detaljer kort af den hollandske kommuner